# Церква Святої Великомучениці Параскеви П'ятниці (Шешори)
Церква Святої Великомучениці Параскеви П'ятниці — чинна дерев'яна церква у селі Шешори. Пам'ятка архітектури національного значення №1181, належить до типових творів гуцульської школи народної дерев'яної архітектури другої половини XIX ст. Парафія належить до Косівського благочиння Івано-Франківської єпархії ПЦУ. Престольне свято: 27 жовтня (преподобної Параскевії) та 15 липня (Положення Чесної Ризи Пресвятої Богородиці у Влахерні).

## Розташування
Церква розташована на південний захід від центру села, на лівому березі річки Пістинька.

## Історія

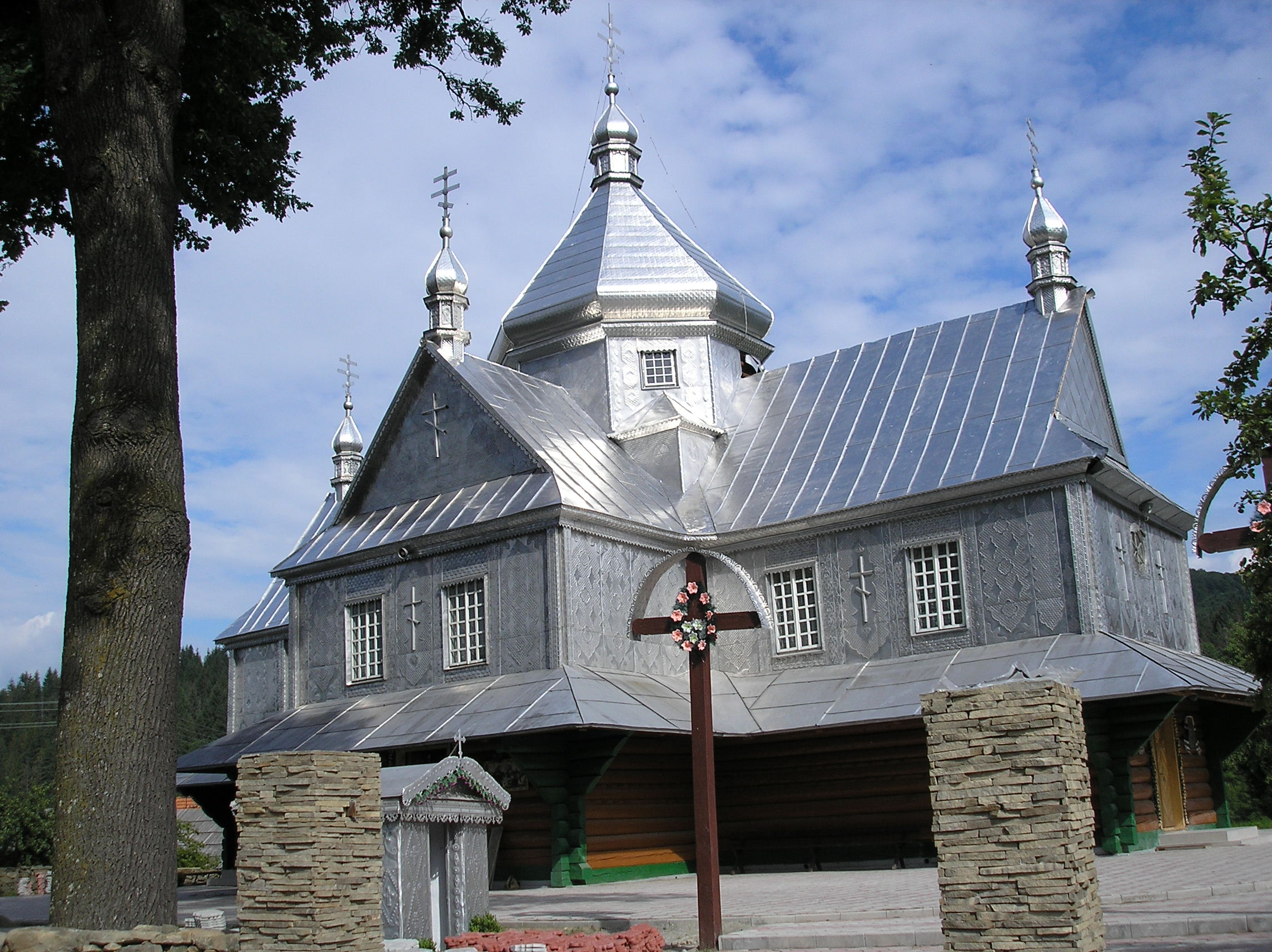

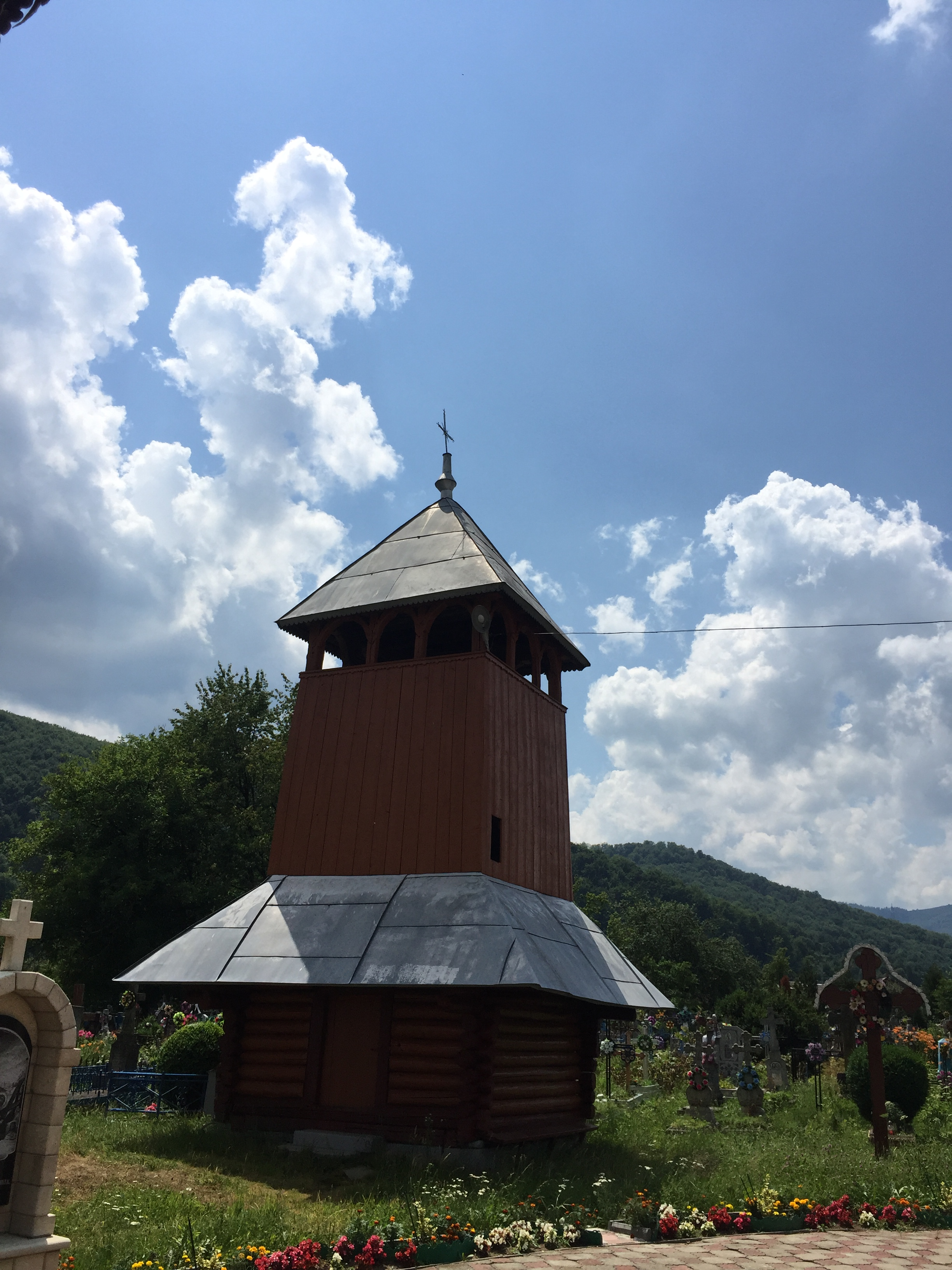

Зведена у 1873 році на місці попередньої дерев'яної церкви, яка була знищена вогнем у 1864 році. Посвячена у 1875 році. Розмальована у 1890-х роках.
Під час радянської окупації церква охоронялась як пам'ятка архітектури Української РСР (№ 1181).
Належала до УАПЦ. Після Об'єднавчого собору українських православних церков в Софійському соборі парафія увійшла до Православної церкви України.
19 липня 2020 року Блаженніший Митрополит Київський та всієї України Епіфаній очолив Божественну літургію у церкві Святої Великомучениці Параскеви П'ятниці.

## Архітектура
Церква дерев'яна, невелика за розмірами, п'ятизрубна одноверха, хрещата в плані з видовженим бабинцем. Нава завершена великою банею з ліхтарем та маківкою. Стіни церкви оббиті бляхою над опасанням. 
Біля церкви знаходяться дві дерев'яні дзвіниці: стара двоярусна, зведена одночасно з церквою, та нова.

## Див.також
- Церква Святого Василія Великого (Черче);
- Церква Благовіщення Пречистої Діви Марії (Коломия);
- Церква Різдва Пресвятої Богородиці (Ворохта);
- Церква Різдва Пресвятої Богородиці (Криворівня);
- Церква Пресвятої Трійці (Микуличин).